# Бондаренко Євген Валентинович
Євген Валентинович Бондаренко (нар. 25 квітня 1935, село Анадоль, тепер Волноваського району Донецької області) — український радянський діяч, начальник Головкиївміськбуду, президент Української академії інвестицій в науку і будівництво. Депутат Верховної Ради УРСР 9-го скликання. Доктор економічних наук (1991), професор (1997), академік Академії будівництва України, академік Академії підприємництва та менеджменту України, академік Української академії архітектури, почесний будівельник Донеччини.

## Біографія
У 1957 році закінчив Донецький індустріальний інститут.
З 1957 р. — старший виконроб будівельного управління тресту «Шахтарськжитлобуд», начальник дільниці будівельного управління тресту «Донецькшахтопроходка», інженер технічного відділу комбінату «Донецькшахтобуд» Донецької області. Служив у Радянській армії.
Член КПРС з 1963 року.
У 1965 — 1970 р. — головний інженер будівельного управління, начальник будівельного управління, головний інженер тресту «Донецькжитлобуд» Донецької області.
У 1970 — 1973 р. — секретар Калінінського районного комітету КПУ міста Донецька, головний інженер комбінату «Донецькжитлобуд».
У 1973 — 1976 р. — начальник комбінату «Донецькжитлобуд» Донецької області.
У 1976 — 1980 р. — начальник Головкиївміськбуду при виконавчому комітеті Київської міської ради народних депутатів.
У 1980 — 1983 р. — головний інженер комбінату «Укрважспецбуд» Міністерства будівництва підприємств важкої індустрії Української РСР.
У 1983 — 1985 р. — радник міністра будівництва, керівник групи радянських спеціалістів у Народно-Демократичній Республіці Ємен.
У 1985 — 1986 р. — заступник генерального директора виробничого об'єднання «Укрбіохімпрепарат».
У 1986 — 1997 р. — директор Проектно-дослідницького інституту «Украгропроектбудіндустрія» корпорації «Украгропромбуд».
3 1997 року — президент Української академії інвестицій в науку і будівництво («Укракадемінвестбуд»).
З 2013 року — професор кафедри економіки Національного транспортного університету.

## Нагороди
- ордени :  Орден Трудового Червоного Прапора,  Орден «Знак Пошани»
- лауреат премії імені Будникова (1996),  Лауреат Академії будівництва України
- медалі :   Медаль «Ветеран праці»,  Медаль «До 1500-річчя Києва» , Ювілейні медалі  «40-річчя  Перемоги у Великій Вітчизняній війні», «60 років Перемоги у Великій Вітчизняній війні»